# Saint-Étienne-de-Brillouet
Saint-Étienne-de-Brillouet is een gemeente in het Franse departement Vendée (regio Pays de la Loire) en telt 372 inwoners (1999). De plaats maakt deel uit van het arrondissement Fontenay-le-Comte.

## Geografie
De oppervlakte van Saint-Étienne-de-Brillouet bedraagt 18,8 km², de bevolkingsdichtheid is 19,8 inwoners per km².
De onderstaande kaart toont de ligging van Saint-Étienne-de-Brillouet met de belangrijkste infrastructuur en aangrenzende gemeenten.

## Demografie
Onderstaande figuur toont het verloop van het inwonertal (bron: INSEE-tellingen).

1. ↑  Populations de référence 2022.